# Campionati mondiali juniores di bob 2021
I campionati mondiali juniores di bob 2021 sono stati la trentacinquesima edizione della rassegna iridata juniores del bob, manifestazione organizzata annualmente dalla Federazione Internazionale di Bob e Skeleton. Si sono disputati il 22 e il 24 gennaio 2021 a Sankt Moritz, in Svizzera, sulla pista Olympia Bobrun St. Moritz–Celerina, il tracciato naturale sul quale si svolsero le competizioni del bob ai Giochi di Sankt Moritz 1928 e di Sankt Moritz 1948 e le rassegne iridate juniores del 1989, del 1994, del 2002 (per le sole specialità maschili), del 2010 e del 2018 (anche nel bob a due femminile). La località elvetica ha quindi ospitato le competizioni mondiali di categoria per la sesta volta nel bob a due e nel bob a quattro uomini e per la terza nel bob a due donne.
Come di consueto a partire dalla rassegna di Winterberg 2017, anche in questa edizione vennero conferiti i titoli mondiali juniores riservati alle atlete e agli atleti under 23, con modalità gara nella gara e assegnati tramite una classifica separata. Gli stessi potevano inoltre concorrere per entrambe le graduatorie qualora avessero rispettato i requisiti anagrafici.

## Risultati

### Bob a due donne
La gara si è disputata il 22 gennaio 2021 nell'arco di due manches e hanno preso parte alla competizione 10 compagini in rappresentanza di 6 differenti nazioni.
| Pos. | Atlete                                  | Nazione    | 1ª manche | 2ª manche | Totale  | Distacco |
| ---- | --------------------------------------- | ---------- | --------- | --------- | ------- | -------- |
|      | Laura Nolte Deborah Levi                | Germania   | 1'10"08   | 1'09"47   | 2'19"55 | –        |
|      | Lisa Buckwitz Cynthia Kwofie            | Germania   | 1'10"33   | 1'09"69   | 2'20"02 | +0"47    |
|      | Melanie Hasler Nadja Pasternack         | Svizzera   | 1'10"59   | 1'09"92   | 2'20"51 | +0"96    |
| 4    | Ljubov' Černych Julija Belomestnych     | Russia     | 1'11"15   | 1'10"42   | 2'21"57 | +2"02    |
| 5    | Margot Boch Madison Stringer            | Francia    | 1'11"32   | 1'10"60   | 2'21"92 | +2"37    |
| 6    | Anne Lobenstein Viktoria Dönicke        | Germania   | 1'11"39   | 1'10"61   | 2'22"00 | +2"45    |
| 7    | Anastasija Dudkina Aleksandra Tarasova  | Russia     | 1'11"24   | 1'10"77   | 2'22"01 | +2"46    |
| 8    | Anastasija Makarova Anastasija Kuryševa | Russia     | 1'11"36   | 1'10"76   | 2'22"12 | +2"57    |
| 9    | Bianca Ribi Niamh Haughey               | Canada     | 1'12"03   | 1'11"29   | 2'23"32 | +3"77    |
| 10   | Viktória Čerňanská Patrícia Horváthová  | Slovacchia | 1'12"48   | 1'12"07   | 2'24"55 | +5"00    |

Nota: in grassetto il miglior tempo di manche.

### Bob a due uomini
La gara si è disputata il 22 gennaio 2021 nell'arco di due manches e hanno preso parte alla competizione 10 compagini in rappresentanza di 6 differenti nazioni.
| Pos. | Atleti                                        | Nazione  | 1ª manche | 2ª manche | Totale  | Distacco |
| ---- | --------------------------------------------- | -------- | --------- | --------- | ------- | -------- |
|      | Hans Peter Hannighofer Christian Röder        | Germania | 1'07"64   | 1'07"53   | 2'15"47 | –        |
|      | Michael Vogt Sandro Michel                    | Svizzera | 1'07"64   | 1'07"83   | 2'15"47 | +0"30    |
|      | Mihai Cristian Tentea Ciprian Nicolae Daroczi | Romania  | 1'08"03   | 1'08"16   | 2'16"19 | +1"02    |
| 4    | Maximilian Illmann Eric Strauss               | Germania | 1'08"02   | 1'08"18   | 2'16"20 | +1"03    |
| 5    | Jonas Jannusch Henrik Bosse                   | Germania | 1'08"14   | 1'08"08   | 2'16"22 | +1"05    |
| 6    | Cédric Follador Andreas Haas                  | Svizzera | 1'08"21   | 1'08"21   | 2'16"42 | +1"25    |
| 7    | Emils Cipulis Arnis Bebrišs                   | Lettonia | 1'08"22   | 1'08"79   | 2'17"01 | +1"84    |
| 8    | Ralfs Bērziņš Edgars Nemme                    | Lettonia | 1'08"39   | 1'08"79   | 2'17"18 | +2"01    |
| 9    | Timo Rohner Luca Rolli                        | Svizzera | 1'08"40   | 1'08"83   | 2'17"23 | +2"06    |
| 10   | Vjačeslav Popov Egor Grjaznov                 | Russia   | 1'08"60   | 1'09"48   | 2'18"08 | +2"91    |

Nota: in grassetto il miglior tempo di manche.

### Bob a quattro uomini
La gara si è disputata il 24 gennaio 2021 nell'arco di due manches e hanno preso parte alla competizione 10 compagini in rappresentanza di 5 differenti nazioni.
| Pos. | Atleti                                                                            | Nazione  | 1ª manche | 2ª manche | Totale  | Distacco |
| ---- | --------------------------------------------------------------------------------- | -------- | --------- | --------- | ------- | -------- |
|      | Michael Vogt Silvio Weber Sandro Michel Andreas Haas                              | Svizzera | 1'05"16   | 1'05"09   | 2'10"25 | –        |
|      | Jonas Jannusch Henrik Bosse Max Neumann Bastian Heber                             | Germania | 1'05"70   | 1'05"41   | 2'11"11 | +0"86    |
|      | Maximilian Illmann Hannes Schenk Felix Dahms Eric Strauss                         | Germania | 1'05"61   | 1'05"64   | 2'11"25 | +1"00    |
| 4    | Hans Peter Hannighofer Christian Röder Tim Gessenhardt Paul Hensel                | Germania | 1'05"96   | 1'05"34   | 2'11"30 | +1"05    |
| 5    | Cédric Follador Nicola Mariani Dominik Hufschmid Oliver Gyger                     | Svizzera | 1'05"89   | 1'05"56   | 2'11"45 | +1"20    |
| 6    | Mihai Cristian Tentea Raul Constantin Dobre Ciprian Nicolae Daroczi Cristian Radu | Romania  | 1'06"02   | 1'05"53   | 2'11"55 | +1"30    |
| 7    | Aleksandr Bredichin Georgij Kuzmenko Vladislav Žarovcev Michail Mordasov          | Russia   | 1'05"94   | 1'06"01   | 2'11"95 | +1"70    |
| 8    | Ralfs Bērziņš Arnis Bebrišs Lauris Kaufmanis Edgars Nemme                         | Lettonia | 1'06"28   | 1'05"79   | 2'12"07 | +1"82    |
| 9    | Timo Rohner Noe van Messel Luca Rolli Marco Obrist                                | Svizzera | 1'06"22   | 1'05"98   | 2'12"20 | +1"95    |
| 10   | Vjačeslav Popov Dmitrij Abramov Andrej Andrijanov Egor Grjaznov                   | Russia   | 1'06"81   | 1'06"51   | 2'13"32 | +3"07    |

Nota: in grassetto il miglior tempo di manche.

## Risultati under 23

### Bob a due donne U23
Alla categoria riservata alle atlete under 23 erano iscritte 3 compagini in rappresentanza di altrettante differenti nazioni.
| Pos. | Atlete                                  | Nazione    | 1ª manche | 2ª manche | Totale  | Distacco |
| ---- | --------------------------------------- | ---------- | --------- | --------- | ------- | -------- |
|      | Margot Boch Madison Stringer            | Francia    | 1'11"32   | 1'10"60   | 2'21"92 | –        |
|      | Anastasija Makarova Anastasija Kuryševa | Russia     | 1'11"36   | 1'10"76   | 2'22"12 | +0"20    |
|      | Viktória Čerňanská Patrícia Horváthová  | Slovacchia | 1'12"48   | 1'12"07   | 2'24"55 | +2"63    |

Nota: in grassetto il miglior tempo di manche.

### Bob a due uomini U23
Alla categoria riservata agli atleti under 23 erano iscritte 5 compagini in rappresentanza di altrettante differenti nazioni.
| Pos. | Atleti                                        | Nazione       | 1ª manche | 2ª manche | Totale  | Distacco |
| ---- | --------------------------------------------- | ------------- | --------- | --------- | ------- | -------- |
|      | Mihai Cristian Tentea Ciprian Nicolae Daroczi | Romania       | 1'08"03   | 1'08"16   | 2'16"19 | –        |
|      | Dāvis Kaufmanis Ivo Dans Kleinbergs           | Lettonia      | 1'08"60   | 1'09"48   | 2'18"08 | +1"89    |
|      | Vjačeslav Popov Egor Grjaznov                 | Russia        | 1'09"09   | 1'09"74   | 2'18"83 | +2"64    |
| 4    | Martin Kranz Ralf Beck                        | Liechtenstein | 1'09"38   | 1'10"60   | 2'19"98 | +3"79    |
| 5    | Pavol Táborský Ján Marek Trebichavský         | Slovacchia    | 1'09"72   | 1'11"00   | 2'20"72 | +4"53    |

Nota: in grassetto il miglior tempo di manche.

### Bob a quattro uomini U23
Alla categoria riservata agli atleti under 23 era iscritta una sola compagine.
| Pos. | Atleti                                                          | Nazione | 1ª manche | 2ª manche | Totale  | Distacco |
| ---- | --------------------------------------------------------------- | ------- | --------- | --------- | ------- | -------- |
|      | Vjačeslav Popov Dmitrij Abramov Andrej Andrijanov Egor Grjaznov | Russia  | 1'06"81   | 1'06"51   | 2'13"32 | –        |

Nota: in grassetto il miglior tempo di manche.

## Medagliere
Il numero di medaglie indicate è la somma di tutte quelle ottenute in entrambe le categorie (under 26 e under 23).
| Pos.   | Nazione    | Oro | Argento | Bronzo | Totale |
| ------ | ---------- | --- | ------- | ------ | ------ |
| 1      | Germania   | 2   | 2       | 1      | 5      |
| 2      | Russia     | 1   | 1       | 1      | 3      |
| 2      | Svizzera   | 1   | 1       | 1      | 3      |
| 4      | Romania    | 1   | 0       | 1      | 2      |
| 5      | Francia    | 1   | 0       | 0      | 1      |
| 6      | Lettonia   | 0   | 1       | 0      | 1      |
| 7      | Slovacchia | 0   | 0       | 1      | 1      |
| Totale | Totale     | 6   | 5       | 5      | 16     |